# Langestraat (Alkmaar)
De Langestraat  is een van de oudste straten in het centrum van de Nederlandse stad Alkmaar. De Langestraat loopt van de Koorstraat en de Sint Laurensstraat tot de Kraanbuurt en de Mient. Zijstraten van de Langestraat zijn de Boterstraat (deze kruist de Langestraat), Payglop (deze kruist de Langestraat), Pastoorsteeg, Van den Bochstraat (deze kruist de Langestraat), Hoogstraat (deze kruist de Langestraat) en de Lange Augustijn. De straat is ongeveer 410 meter lang.

## Historie
De Langestraat heeft tal van rijksmonumenten waaronder het stadhuis van Alkmaar en aan het einde van de straat bevindt zich de Grote of Sint-Laurenskerk. Beide gebouwen dateren uit begin 16e eeuw en staan op de Lijst van rijksmonumenten in Alkmaar. In een woning ter hoogte van Langestraat 60 woonde Maria Tesselschade Roemers Visscher (met haar echtgenoot Allart Jansz. Crombalch en kinderen) van 1629 tot 1649. Na het afbranden van het huis op 1 januari 2015 werd in de beerput haar trouwring met diamant en gegraveerde glasscherven gevonden.

## Fotogalerij

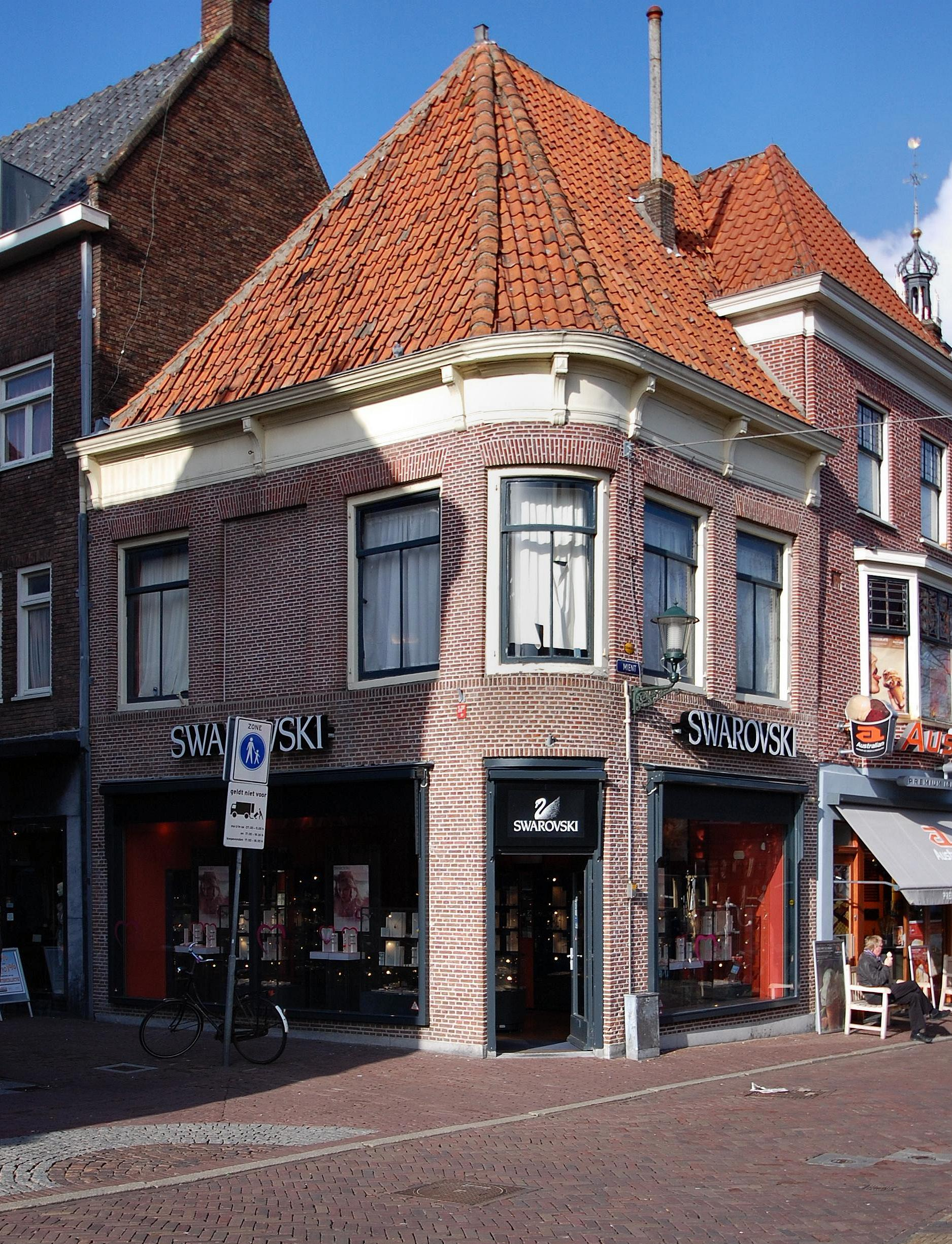
Langestraat 2 (rijksmonument)
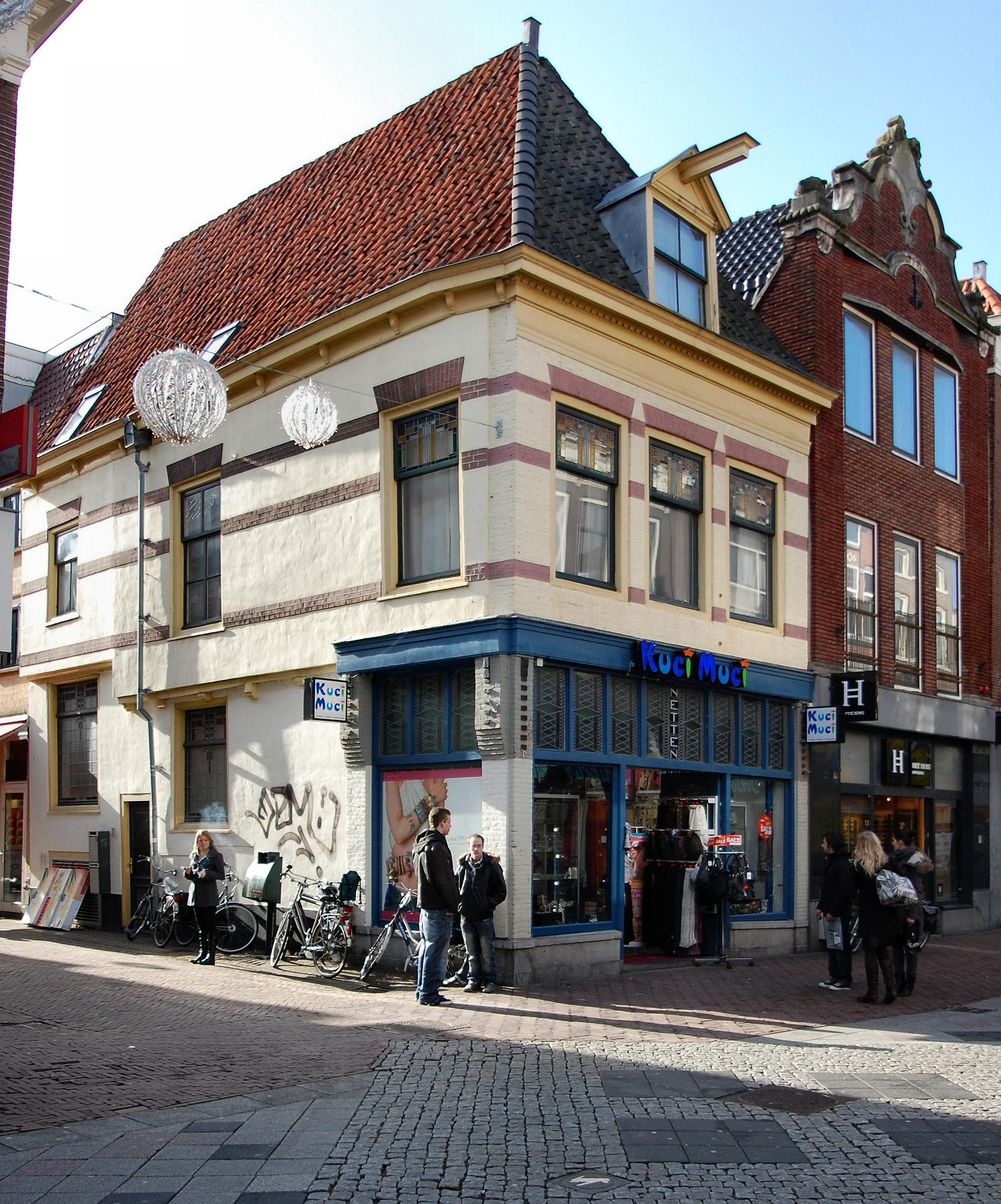
Langestraat 11 hoek Boterstraat (rijksmonument)
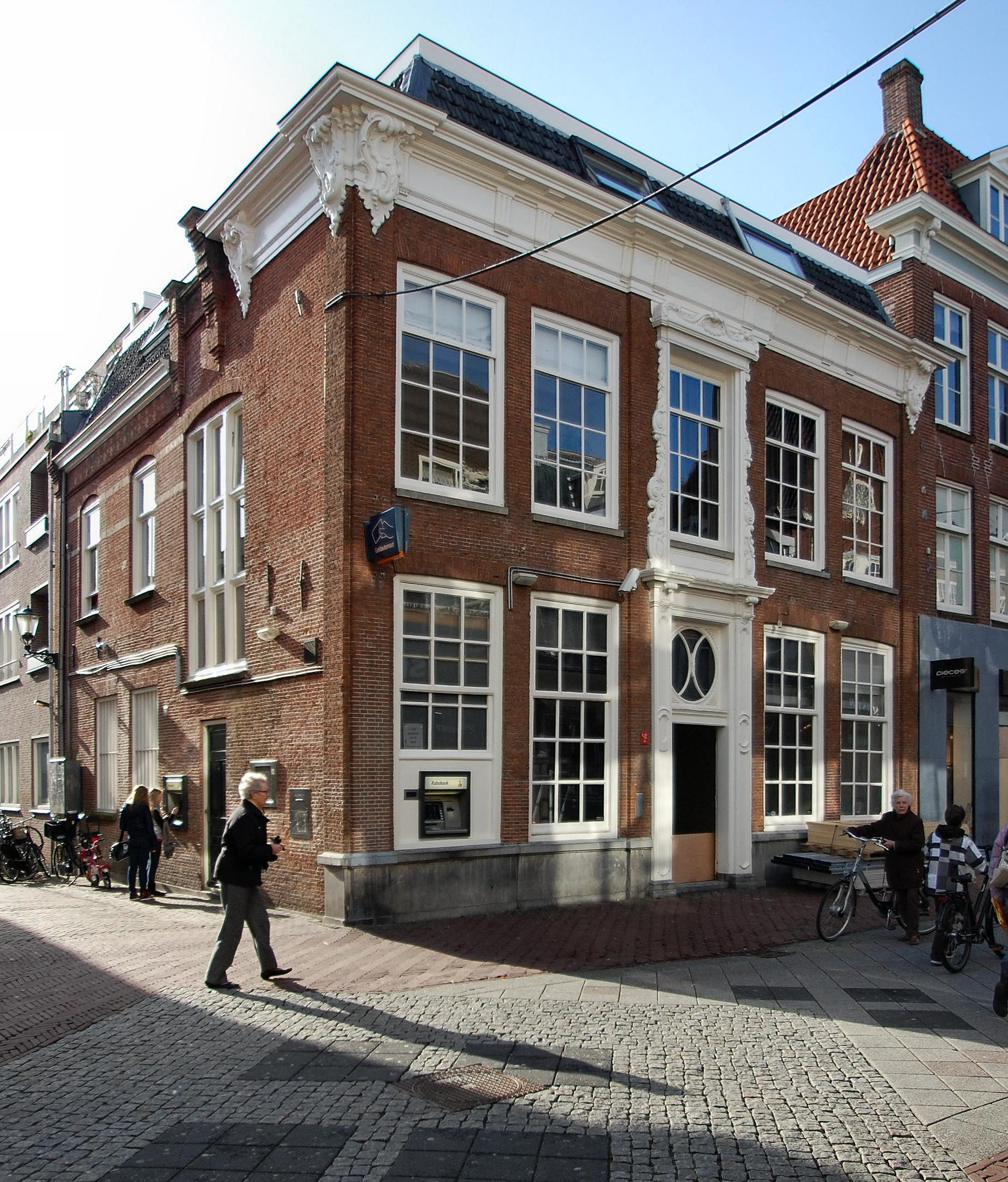
Langestraat 55 (rijksmonument)
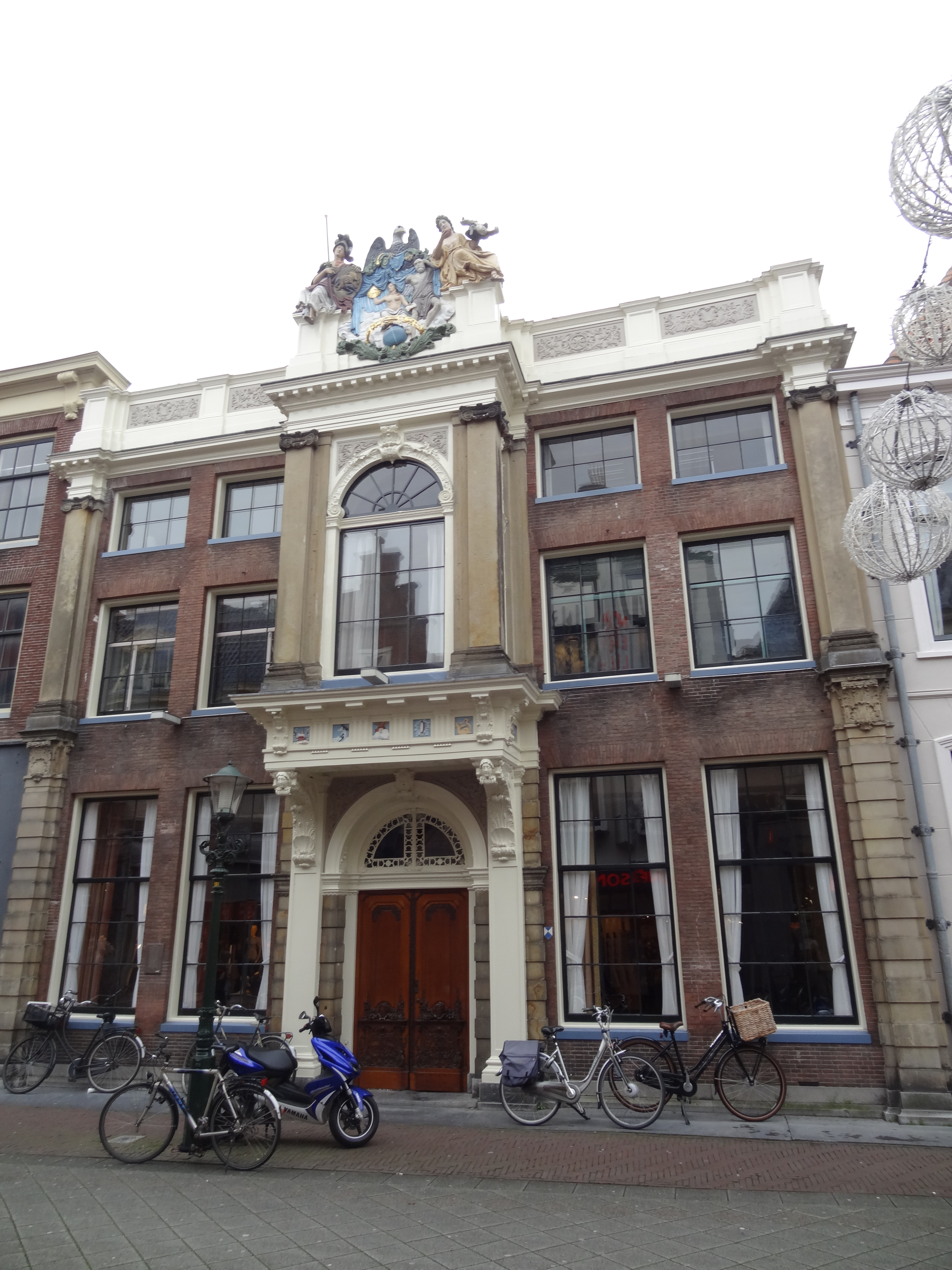
Langestraat 93, Moriaanshoofd
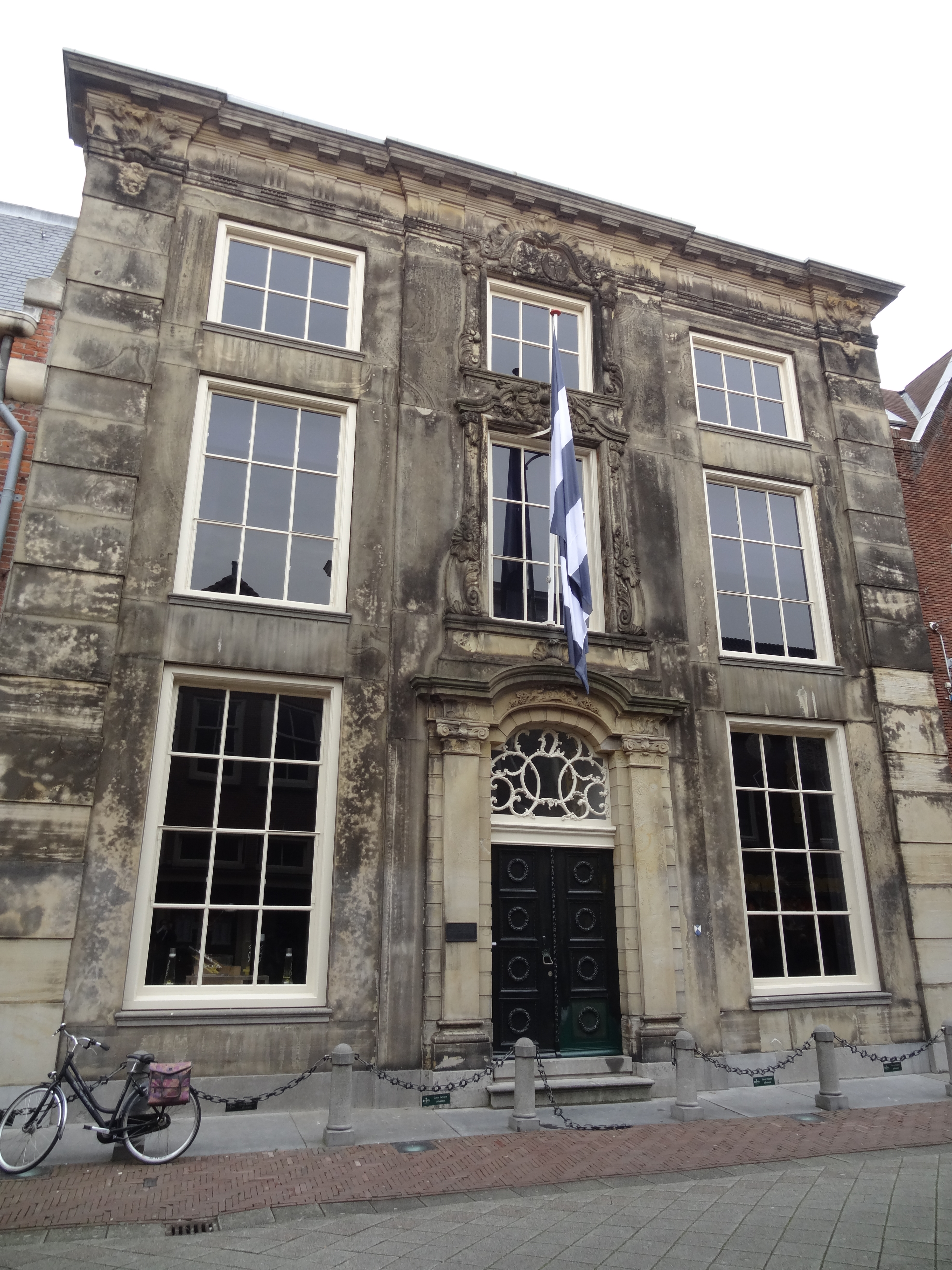
Langestraat 114, Huis de Dieu

Achterdam ·
Bierkade · 
Boterstraat · 
Canadaplein · 
Fnidsen ·
Kennemerstraatweg ·
Koningsweg · 
Koorstraat · 
Laat ·
Langestraat · 
Lindegracht ·
Oudegracht ·
Koning Willem-Alexanderlaan ·  
Vermeerstraat